# Токаревы
Токаревы — древний дворянский род.
Фамилии Токаревых, многие Российскому Престолу служили разные дворянские службы, и жалованы были в 1628 и других годах поместьями.

## Описание герба
В щите разделённом горизонтально на две части, в верхней в золотом поле изображено орлиное чёрное Крыло. В нижней части в красном поле выходящая из Облаков Рука, держащая серебряную Шпагу.
Шит увенчан обыкновенным Дворянским шлемом с Дворянскою на нем Короною и тремя страусовыми перьями. Намёт на щите красный подложенный серебром. Герб рода Токаревых внесён в Часть 3 Общего гербовника дворянских родов Всероссийской империи, стр. 81.